# Ажурный дом
Ажу́рный дом (Дом-аккордео́н, дом Бу́рова) — памятник экспериментального жилищного строительства в стиле ар-деко, расположенный в Москве на пересечении Беговой улицы и Ленинградского проспекта. Был возведён архитекторами Андреем Константиновичем Буровым и Борисом Николаевичем Блохиным в 1939—1940 годах методом крупноблочного строительства. Проект разрабатывался как вариант типовой застройки, совмещающий экономичность сборного домостроения и художественную выразительность.

## История строительства
Проект Ажурного дома стал результатом экспериментов с крупноблочным строительством архитекторов Андрея Бурова и Бориса Блохина. Он являлся продолжением серии зданий, возведённых на Большой Полянке, Велозаводской улице и Бережковской набережной. В соответствии с генеральным планом реконструкции Москвы, новый комплекс должен был стать частью площади, образуемой пересечением Ленинградского проспекта и 3-го Паркового кольца. Здание разрабатывали в 1936 году как вариант типовой застройки. Каркас состоял из простенков и межоконных перемычек, что позволило сократить вариации необходимых элементов. При этом архитекторы стремились эстетически представить элементы функционального строительства, создав выразительный декор фасадов. По мнению историка Наталии Николаевны Броновицкой, на их стилистику повлиял дом Скакового общества, построенный бывшим учителем Бурова Иваном Жолтовским. Кроме того, облик Ажурного дома получил композиционное сходство с оформлением здания бывшего ресторана «Яр», которое также должно было стать частью проектируемой площади.
Строительство началось на месте хозяйственных построек Центрального московского ипподрома в 1939 году при участии инженеров Ю. Б. Карманова и А. И. Кучерова. Здание стало одним из первых жилых домов Москвы, возведённых блочным способом с использованием двухрядной системы разрезки блоков, которая позднее стала строительным нормативом. Офактуренные заранее железобетонные блоки, достигавшие по весу трёх тонн, изготовили по универсальным шаблонам на заводе. Такая методика не требовала оштукатуривания фасадов на месте, что ускоряло строительство и позволяло вести работы круглогодично. Архитекторы стремились подчеркнуть технологически новый подход, поэтому намеренно акцентировали швы, не маскируя их рустом. Строение возвели в глубине от красной линии улицы, что позволило отделить его от проезжей части небольшим сквером.
Проект отличался от идеи жилья-коммуны, существовавшей в 1920-х годах, и больше соответствовал полугостиничному хозяйству, замысел которого Буров почерпнул во время визита в США. Задумка предусматривала развитую инфраструктуру общественного обслуживания: на первом этаже запланировали помещения для яслей и детского сада, ресторана, магазинов и бюро обслуживания жильцов. Однако из-за начавшейся Великой Отечественной войны устроить эти службы не успели, в дальнейшем пространство использовали под другие нужды, а подвалы переоборудовали под бомбоубежище. В 60-70е годы XX века на первом этаже здания, на углу Ленинградского проспекта и Скаковой аллеи располагался продуктовый магазин, который окрестные жители по дому тоже называли «Ажурным». В центральной части, идущей вдоль Ленинградского проспекта, была расположена парикмахерская с мужским и женским залами. В крыле дома, смотревшем на  Беговую аллею находилась булочная. Изначально квартиры заселили несколькими семьями, в послевоенные годы помещения заняли высшие военные чины и их родственники. До 1949-го в здании проживали журналист и поэт Константин Симонов с женой — актрисой Валентиной Серовой, о которых в стенах дома позднее сняли сериал «Звезда эпохи». По одной из версий, перед военной командировкой Симонов написал в квартире дома стихотворение «Жди меня». Однако по мнению большинства искусствоведов, оно было создано уже на фронте. Также некоторое время в здании проживала фигуристка Ирина Моисеева.
В послевоенные годы возникла необходимость быстрого восстановления разрушенного жилищного фонда. Вместо крупноблочных каркасов предпочтение отдали более простым панельным конструкциям, а декоративное решение Ажурного дома посчитали избыточным. По некоторым данным, в этот период главный архитектор Москвы Дмитрий Чечулин назвал здание «разукрашенным недорогим аккордеоном», благодаря чему и появилось второе наименование дома. Аналогия была связана с выразительным убранством и чётким ритмом блоков.
В 2017 году главный архитектор столицы Сергей Кузнецов подтвердил, что Ажурный дом имеет архитектурную ценность и не включён в проект реновации Москвы ввиду высокой архитектурной ценности.

## Архитектура
Исследователи отмечают высокую художественную детализацию дома Бурова. Свою выразительность фасады получили за счёт строгого чередования плоских блоков, окон и бетонных решёток растительного орнамента, благодаря которым здание и получило своё название. Ажурный декор был выполнен по рисункам художника Владимира Фаворского и создавал аллюзию на архитектуру модерна. При этом рельефные элементы выполняли чисто практическую функцию, скрывая внутреннее пространство лоджий. Второй отличительной чертой дома является оформление межоконных перемычек-пилястр, в верхней части декорированных круглыми медальонами и окрашенных под мрамор. Ряд исследователей указывает, что Буров планировал сохранить оригинальный цвет бетонных поверхностей. Но перед началом производства стало известно, что создать равномерный оттенок не получится, и архитектор решил добавить нерастворимый краситель. Благодаря этому здание приобрело сходство с итальянским палаццо эпохи ренессанса, что необычно для московской архитектуры. Горизонтальный тип конструктивных блоков представлен тягами с узором в виде листьев. С общим плоским решением фасадов контрастируют выпуклые решётки французских балконов, визуально придающие им объём.
Дом имеет п-образную форму и оборудован одним подъездом, выходящим в правое и левое крылья двумя лестницами. В центральной части комплекса обустроили шахту лифта. Рядом с ней на первом этаже расположили две служебные квартиры с окнами во двор, чтобы осуществлять контроль над входящими и выходящими. Из холла предусмотрели проход в магазины на первом этаже, заложенный позднее. Архитекторы стремились достичь максимальной экономичности строительства, и внутри подъездов отсутствовал типичный для сталинской архитектуры декор: мозаики и лепнина. Полы выложили метлахской плиткой и дубовым паркетом, а высота потолков превышала три метра.
Квартиры каждого из пяти верхних этажей связывали широкие коридоры и три лестницы, включавшие общественные пространства в повседневную жизнь людей. Предполагалось, что они станут местом взаимодействия жильцов, поэтому их общая площадь почти в два раза превышает жилую. Всего на каждом этаже оборудовали по 18 квартир уменьшенного метража, некоторые из них оснастили совмещёнными санузлами. Предполагалось, что их займут семьи простых рабочих, и такое решение подчёркивало типовой статус дома. Квартиры оснастили маленькими кухнями, потому что для жильцов должен был действовать ресторан на первом этаже. Для удешевления строительства также использовали специальные внутренние перегородки, позволявшие клеить обои без штукатурки.

## Подобные проекты
Из-за войны, в серию дом не пошёл и официальных планов о строительстве крупноблочных домов в то время в СССР не было. Тем не менее, если верить эскизу 1938 года, подобным способом хотели возвести шестиэтажный жилой дом для руководства УТЗ и УЭТМ ( так называемый «Директорский» или «Зелёный дом»), правда, в последствие, проект был кардинально переработан и здание построили из шлакоблока.